# Gloria Ray Karlmark
Gloria Cecelia Ray Karlmark (Little Rock, 26 settembre 1942) è un'attivista statunitense.

## Biografia
Era membro dei Little Rock Nine, i nove studenti afro-americani che desegregarono la Central High School di Little Rock in Arkansas nel 1957. Era una dei tre figli di Harvey C. e Julia Miller Ray e aveva 15 anni quando ha tentato di entrare nella Little Rock Central High School. Nel 1965 si è laureata all'Illinois Institute of Technology con una laurea in Chimica matematica. Ha lavorato brevemente come insegnante di scuola pubblica e assistente alla ricerca presso il Centro Medico di Ricerca dell'Università di Chicago. Ray ha sposato Krister Karlmark nel 1966 e nel 1970 è entrata a far parte dell'International Business Machine (IBM) Nordic Laboratory di Stoccolma, Svezia, dove ha lavorato come analista di sistemi e scrittrice tecnica.
Karlmark si è diplomata alla Kungliga Patent & Registreringsverket in Svezia come consulente in brevetti e, dal 1977 al 1981, ha lavorato per la IBM International Patent Operations. Dal 1976 al 1994, Karlmark ha fondato e diretto Computers in Industry, una rivista internazionale di applicazioni informatiche nell'industria. Nel 1994 Karlmark ha lavorato nei Paesi Bassi per Philips Telecommunications a Hilversum e, più tardi, per Philips Lighting a Eindhoven. Lei e suo marito hanno due figli.
Nel 1958 Karlmark e i Little Rock Nove ricevettero la medaglia Spingarn dalla National Association for the Advancement of Colored People (NAACP). Nel 1998, Karlmark e gli altri membri del Little Rock Nine hanno ricevuto la Medaglia d'oro del Congresso come riconoscimento per "l'eroismo disinteressato". Karlmark ha osservato preoccupazione per il razzismo negli Stati Uniti e ora risiede in Svezia e nei Paesi Bassi.